# Kateřina Baďurová
Kateřina Baďurová (née le 18 décembre 1982 à Ostrava) est une athlète tchèque pratiquant le saut à la perche. En 2007, elle bat le record de la République Tchèque et devient vice-championne du monde. Elle annonce la fin de sa carrière en avril 2010.

## Biographie
En 2004, elle est au second rang du classement national de la République tchèque.
Après sa participation aux Jeux olympiques de 2004 à Athènes où elle termine à la 12e place
, et deux participations aux Championnats d'Europe de 2002[réf. nécessaire] et 2006, où elle échoue lors des qualifications avec un saut à 430 cm, elle surprend les spécialistes lors du concours des mondiaux 2007 à Osaka. A cette occasion, elle améliore le record de République Tchèque de cinq centimètres, sautant à 4,75 mètres, et devient vice-championne du monde, obtenant la médaille d'argent derrière la russe Yelena Isinbayeva.
En 2008, elle est victime d'une rupture des ligaments croisés du genou droit et subit une opération. En 2009, elle ne peut participer aux Championnat du monde,.
Le 27 avril 2010, un examen révèle qu'elle a une rupture du ligament croisé antérieur au genou gauche. Elle annonce prendre sa retraite le 30 avril 2010, déclarant : « J'ai longtemps cru que le ligament n'était pas rompu, mais seulement endommagé, mais ce n'était malheureusement pas le cas ».

## Palmarès

### Jeux olympiques d'été
- Jeux olympiques de 2004 à Athènes,  Grèce
  - 12e

### Championnats du monde d'athlétisme
- Championnats du monde 2007 à Osaka,  Japon
  -  Médaille d'argent